# Antimon trisulfide
Antimon trisulfide (Sb2S3) là là một hợp chất vô cơ được tìm thấy trong tự nhiên dưới dạng khoáng tinh thể stibnit và khoáng chất có màu đỏ vô định hình được gọi là metastibnite. Hợp chất này được sản xuất để sử dụng trong các trận chiến giả, trong ngành quân sự đạn dược, chất nổ và pháo hoa. Ngoài ra, nó còn được sử dụng để sản xuất kính màu ruby và làm chất dẻo có tác dụng chống cháy. Trong lịch sử, dạng khoáng stibnite được sử dụng làm một chất nhuộm nên màu xám trong các bức tranh được thực hiện trong thế kỷ XVI.

## Điều chế và phản ứng
Sb2S3 có thể được điều chế trực tiếp từ các nguyên tố thành phần, với điều kiện được nung nóng ở nhiệt độ từ 500 đến 900 °C:
2Sb + 3S → Sb2S3
Sb2S3 là một chất kết tủa, được tạo ra khi cho khí hydro sulfide H2S đi qua dung dịch có chứa ion Sb3+. Phản ứng này là một phương pháp, dùng phương pháp trọng lượng để tính ra antimon, tạo bọt khí H2S qua dung dịch của hợp chất Sb (III) với xúc tác là HCl nóng, dạng Sb2S3 màu da cam biến thành màu đen tùy thuộc vào điều kiện phản ứng.
Sb2S3 dễ bị oxy hóa, nên nó phản ứng rất mạnh mẽ khi tác dụng với các chất oxy hóa. Hợp chất này cũng cháy trong không khí, với hiện tượng là một ngọn lửa màu xanh. Ngoài ra, nó cũng bốc cháy khi tiếp xúc với Cadmi, Magnesi và kẽm clorat. Hỗn hợp của Sb2S3 và Chlorat có thể phát nổ.